# Jan Smertelnik
Jan Smertelnik ps. „Rusin” (ur. 5 lutego 1897 w Rzeszowie, zm. 4 lipca 1916 pod Kościuchnówką) – podoficer Legionów Polskich, uczestnik I wojny światowej, kawaler Orderu Virtuti Militari.

## Życiorys
Syn Stefana i Katarzyny z domu Kozioł. Uczeń seminarium nauczycielskiego. Należał do Związku Strzeleckiego. Od 6 sierpnia 1914 w Legionach Polskich w składzie Pierwszej Kompanii Kadrowej brał udział w wyprawie kieleckiej. Następnie żołnierz VI batalionu 1 pułku piechoty Legionów Polskich z którym walczył podczas I wojny światowej.
Brał udział w walkach m.in. pod Nowym Korczynem, Grotnikami, Szczytnikami, Łowczówkiem, Ostrowcami, Winiarami czy Konarami. Ranny w bitwie pod Urzędowem (17 VI 1915), po rekonwalescencji zwolniony jako niezdolny do służby frontowej. Ponownie wstąpił w szeregi 1 pułku piechoty.
Szczególnie odznaczył się podczas walk o Polską Górę, gdzie „otrzymał z d-twa kompanii rozkaz zajęcia wysuniętej placówki w lasku, przed okopami 3 kompanii VI batalionu. Mimo całodziennego ognia artyleryjskiego utrzymał się na wyznaczonej pozycji. Podczas pierwszego ataku Rosjan na Polską Górę zniszczył flankowym ogniem prawe skrzydło atakującego nieprzyjaciela. W czasie tej akcji został zabity. Spoczywa na cmentarzu wojennym w Wołczecku”. 17 maja 1922 za tę postawę został odznaczony pośmiertnie orderem wojskowym „Virtuti Militari" V klasy.
Był kawalerem.

## Ordery i odznaczenia
- Krzyż Srebrny Orderu Wojskowego Virtuti Militari nr 7241 – 17 maja 1922[3][1][4][2]
- Krzyż Niepodległości – 19 grudnia 1930 „za pracę w dziele odzyskania niepodległości”[5]